# Doburoku
Le doburoku ou dakushu (濁酒), prononciation japonaise du chinois zhuojiu (浊酒 / 濁酒, zhuójiǔ, « vin trouble »), également écrit nigorizake (濁り酒, abrégé en nigori) en japonais et également appelé en chinois zhuolao (浊醪 / 濁醪, zhuóláo) ou laoli  (醪醴, láolǐ) est une variété régionale de vin de riz consommé en Extrême-Orient. La plus ancienne trace semble être en Chine, le choujiu consommé sous la dynastie Tang à Chang'an (aujourd'hui Xi'an), sa capitale, et décrit par le poète Li Bai sous le terme láolǐ (醪醴) ou yùjiāng (玉浆 / 玉漿). En Corée, cette boisson est appelée makgeolli (막걸리), takju (탁주 濁酒 ; lit. « vin opaque »), nongju (농주, 滓酒 ; lit. « vin fermier »), hoeju (회주, 灰酒 ; lit. « vin poussière ou chaux »).
Contrairement au saké, le doburoku n'est pas filtré et nombre de grains de riz mélangés à de la levure y flottent encore, après fermentation, dans un liquide à l'apparence laiteuse, ou boueuse (d'où son nom).
Le doburoku est un alcool de riz produit à la maison ou dans les campagnes. Il est sucré et a une saveur assez forte ; sa consistance varie de celle d'un sirop à celle du porridge. Il a une durée de vie assez restreinte et doit donc être consommé rapidement en prenant soin de le secouer avant de le servir glacé.
De ce fait, le doburoku a longtemps été interdit de commercialisation et la fabrication fut réservée à l'usage dans les temples shintos et aux festivals ruraux de fertilité liés à la plantation du riz.
Depuis 2010, on en trouve une variété sombre à Akita par l'adjonction de poudre de charbon.